# Emil Dvořák
Emil Dvořák (20. dubna 1925 Opava – 8. ledna 1983 Krkonoše) byl český jazykovědec, odborník v otázkách jazykové kultury, zejména v oblasti hromadných sdělovacích prostředků. Byl považován za vynikajícího znalce problematiky českého přechodníku.